# Rubus brasiliensis
Rubus brasiliensis là loài thực vật có hoa trong họ Hoa hồng. Loài này được Mart. miêu tả khoa học đầu tiên năm 1829.